# Il nido d'amore
Il nido d'amore è un cortometraggio del 1923 diretto da Buster Keaton e da Eddie Cline. È l'ultimo cortometraggio muto girato da Keaton.

## Trama
Un giovane uomo ha perso l'interesse nelle donne e decide di mettersi in viaggio a bordo della sua barchetta per fuggire dalla sua quotidianità. A causa di un fortunale, va incontro ad un naufragio e viene raccolto da una baleniera capitanata da un uomo talmente violento che, per una minima offesa, fa scaraventare chiunque fuori bordo. Non ci vorrà molto perché il capitano si accanisca anche contro il nuovo arrivato. L'uomo si risveglia infine di nuovo a bordo della sua barca e scopre che in realtà non aveva tagliato l'ormeggio e di aver sognato ogni cosa.

## Produzione
Il film fu prodotto dalla Buster Keaton Productions.

## Distribuzione
Fu distribuito dalla Associated First National Picture. Copie del film sono conservate e riedite in VHS e DVD.

### Date di uscita
IMDb e DVD Silent Era
- USA	marzo 1923
- Finlandia	26 ottobre 1924
- Spagna	1º giugno 1982
- USA 23 novembre 1999 DVD

Alias
- The Love Nest 	USA (titolo originale)
- Das Liebesnest	Germania (titolo TV)
- Frigo et la baleine	Francia
- Il nido d'amore	Italia
- Nido de amor	 Spagna
- Rakkauden pesä	Finlandia
- Szerelmi fészek	Ungheria